# Salles-Adour
Salles-Adour è un comune francese di 461 abitanti situato nel dipartimento degli Alti Pirenei nella regione dell'Occitania.

## Società

### Evoluzione demografica
Abitanti censiti